# Eduard Damirowitsch Kudermetow
Eduard Damirowitsch Kudermetow (russisch Эдуард Дамирович Кудерметов; * 7. März 1972 in Kasan, Russische SFSR) ist ein ehemaliger russischer Eishockeyspieler. Seine beiden Töchter Weronika und Polina sind professionelle Tennisspielerinnen.

## Karriere
Eduard Kudermetow begann seine Karriere als Eishockeyspieler in seiner Heimatstadt in der Nachwuchsabteilung von Itil Kasan. 1986 wurde er in die Juniorenmannschaft der UdSSR eingeladen. Zur gleichen Zeit empfahl ihm sein Trainer Alexander Djumin, in die Nachwuchsorganisation von Sokol Kiew, SchWSM Kiew, zu wechseln. Von 1990 bis 1992 spielte der Flügelspieler für Sokol Kiew in der Wysschaja Liga, der höchsten sowjetischen Spielklasse, und erzielte dabei sechs Punkte (4 Tore, 2 Assists). Anschließend kehrte er in seine Heimatstadt zurück und trat von 1992 bis 1996 Kasan in der Internationalen Hockey-Liga sowie von 1996 bis 2002 in der russischen Superliga an. In der Saison 1997/98 gewann er den russischen Meistertitel mit Ak Bars. Von 2002 bis 2006 stand er erstmals für dessen Ligarivalen HK Metallurg Magnitogorsk auf dem Eis. Die Saison 2006/07 begann der Linksschütze beim HK ZSKA Moskau und beendete sie bei Metallurg Magnitogorsk, mit dem er am Ende der Spielzeit ebenfalls Russischer Meister wurde. Zu Beginn der Saison 2007/08 verließ der Routinier Magnitogorsk und wechselte innerhalb der Superliga zum HK Spartak Moskau. Aufgrund mehrerer Verletzungen und zweier Operationen verpasste er die Hälfte der Saison und unterzog sich im März 2008 einer weiteren Operation am Bein, von der er sich nicht mehr vollständig erholte.
Während der Vorbereitung auf die Saison 2008/09 mit dem HK MWD beschloss er aufgrund eines erneuten Auftretens der Verletzung, das Training abzubrechen und beendete seine Spielerkarriere.

## Erfolge und Auszeichnungen
- 1998 Russischer Meister mit Ak Bars Kasan
- 1999 Bester Stürmer beim IIHF Continental Cup
- 2007 Russischer Meister mit dem HK Metallurg Magnitogorsk